# Metallwarenfabrik Lessner
Die Metallwarenfabrik Lessner & Co., zuvor Maschinen- und Kesselfabrik G. A. Lessner (russisch Лесснер), war ein russischer Hersteller von Automobilen.

## Unternehmensgeschichte
Das Unternehmen wurde 1852 von einem deutschen Einwanderer in Sankt Petersburg gegründet. 1904 oder 1905 begann die Produktion von Automobilen. Der Markenname lautete Lessner. Konstrukteur war Boris Loutzky, der zuvor die Gesellschaft für Automobilwagenbau System Loutzky in Berlin leitete. 1909 oder 1910 endete die Produktion. Insgesamt entstanden etwa 70 bis 100 Fahrzeuge. Es ist nicht bekannt, wann das Unternehmen aufgelöst wurde.

## Fahrzeuge
1905 entstanden 13 Fahrzeuge eines Modells mit einem Vierzylindermotor, 1528 cm³ Hubraum und 6 oder 8 PS Leistung für das Hauptpostamt von Sankt Petersburg. Daneben gab es ein kleineres Modell mit einem Zweizylindermotor und 12 PS Leistung. Außerdem gab es zwei Vierzylindermodelle mit wahlweise 22 PS oder 4559 cm³ Hubraum und 32 PS Leistung. 1907 ergänzte ein Modell mit einem Sechszylindermotor mit 90 PS Leistung das Angebot. Die Karosseriehersteller Iwan Breitigham aus Sankt Petersburg und Brüder Krylow aus Moskau fertigten die Karosserien. Neben Personenwagen entstanden auch Nutzfahrzeuge mit einer Nutzlast von wahlweise 1,25 oder 2 Tonnen.
Pjotr Arkadjewitsch Stolypin besaß ein Fahrzeug dieses Herstellers.